# دنیل صرافیان
دنیل صرافیان (انگلیسی: Daniel Sarafian؛ زادهٔ ۲۱ اوت ۱۹۸۲) مبارز هنرهای رزمی ترکیبی اهل برزیل و ارمنی-تبار است. او در سال ۲۰۰۶ به عنوان یک مبارز حرفه‌ای شناخته شد و در حال حاضر در لیگ ای‌سی‌ای رقابت می‌کند. او سابقه حضور در یواف‌سی را نیز در کارنامه دارد.